# Place Bertin
Pour les articles homonymes, voir Bertin.
La place Bertin est la place principale de la ville de Saint-Pierre en Martinique, et était le centre des activités commerciales et portuaires de la ville avant l'éruption de la montagne Pelée en 1902.

## Situation
La place Bertin est située sur la façade maritime de Saint-Pierre, au cœur du quartier du Mouillage.

## Toponymie
La place tient son nom du préfet colonial de la Martinique et Sainte-Lucie, Louis Charles Henri Bertin, qui administre les deux colonies de 1802 à 1804 sous l'autorité du Capitaine général de l'île de la Martinique et dépendances, Louis Thomas Villaret de Joyeuse.

## Histoire
La Paix d'Amiens restitue la Martinique à la France en 1802. Le préfet colonial Bertin entreprend alors des travaux afin d'embellir la ville de Saint-Pierre. La place Bertin est créée en 1803 par l'élargissement de la rue Bouillé. Longeant la mer, ce vaste espace libre dévolu au stockage temporaire des marchandises, face à la zone de mouillage des navires, permet aux voyageurs, comme aux marchandises, d'accéder à la ville ou de la quitter par le débarcadère du port qui débouche au centre de la place. Celle-ci joue le rôle d'embarcadère, de débarcadère et d'entrepôt pour le port de Saint-Pierre par lequel transite 90 % du commerce de la Martinique et tout le trafic commercial en provenance des Antilles, de la Guyane, de Saint-Pierre-et-Miquelon et de l'Amérique depuis l'indépendance de Saint-Domingue en 1804. Il s'y ajoute le rôle de bourse en plein air, de rendez-vous d'affaires, voire de promenade. La place grouillait dès le lever du jour de toute l’activité du port, par un va-et-vient continu de gens affairés : débarquement et entreposage de marchandises (fûts de morue séchée en provenance de Saint-Pierre-et-Miquelon, tonneaux de mélasse, de sucre ou de rhum en provenance de Martinique et de Guadeloupe, et caisses diverses), vérifications par les douaniers, tonnellerie.

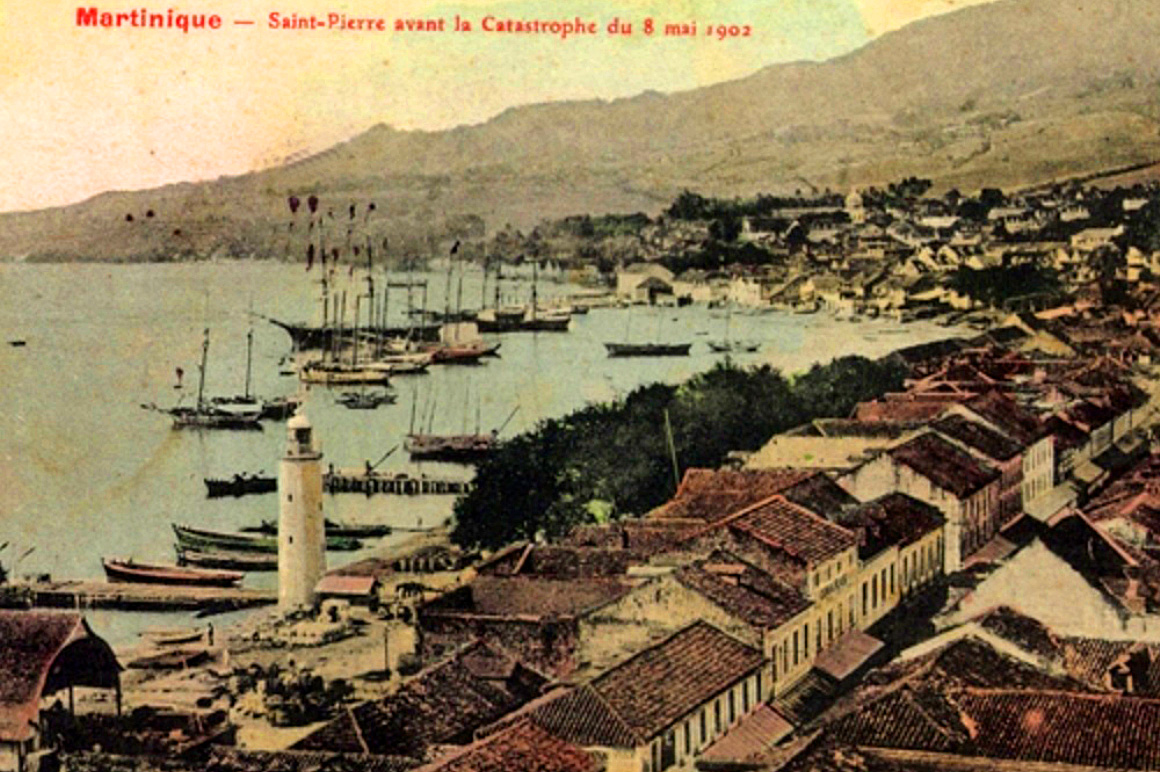
Le port de Saint-Pierre et de la place Bertin en 1900.
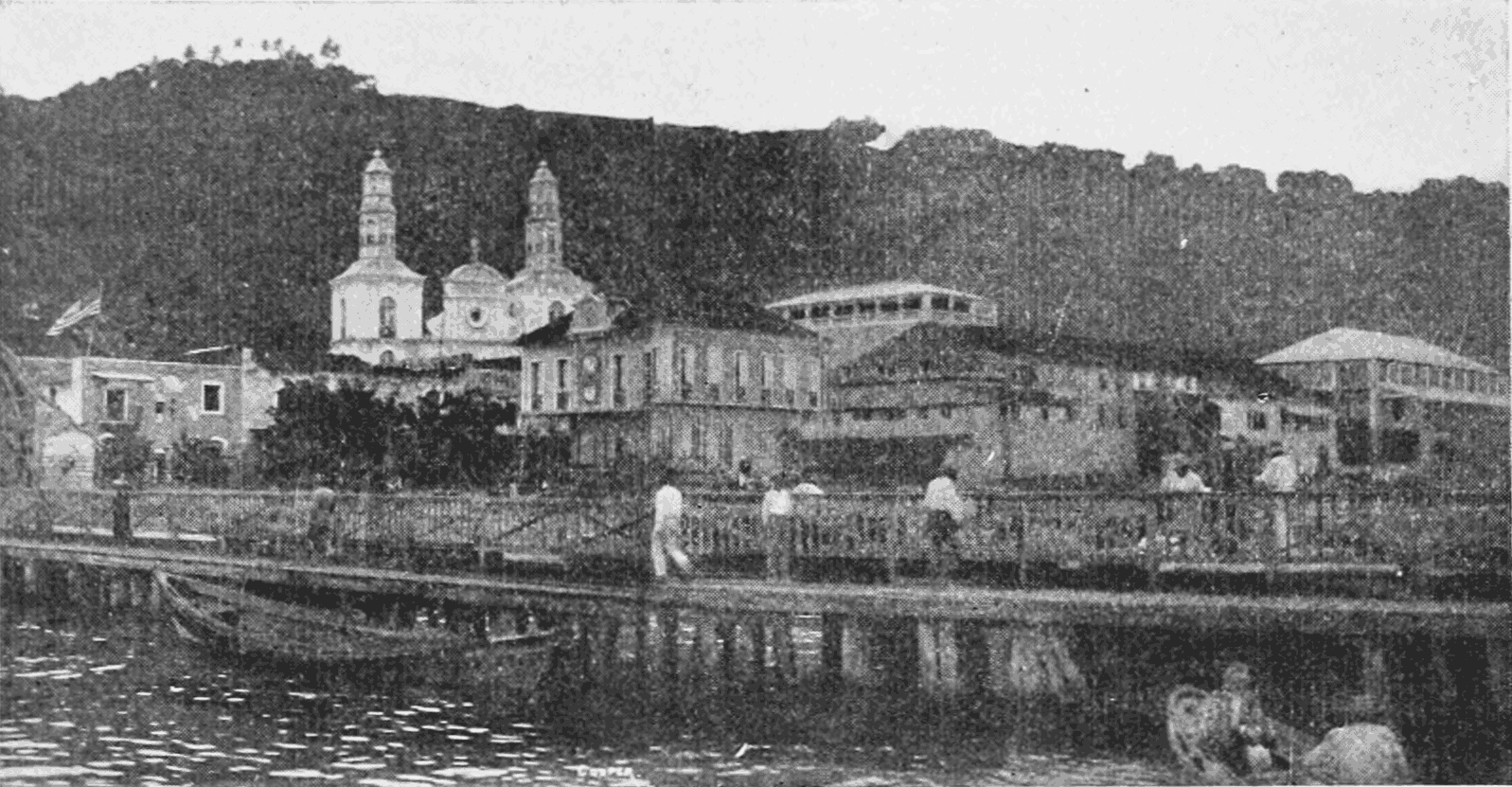
Le débarcadère de Saint-Pierre, avec dans le fond la place Bertin, la chambre de commerce et la cathédrale.
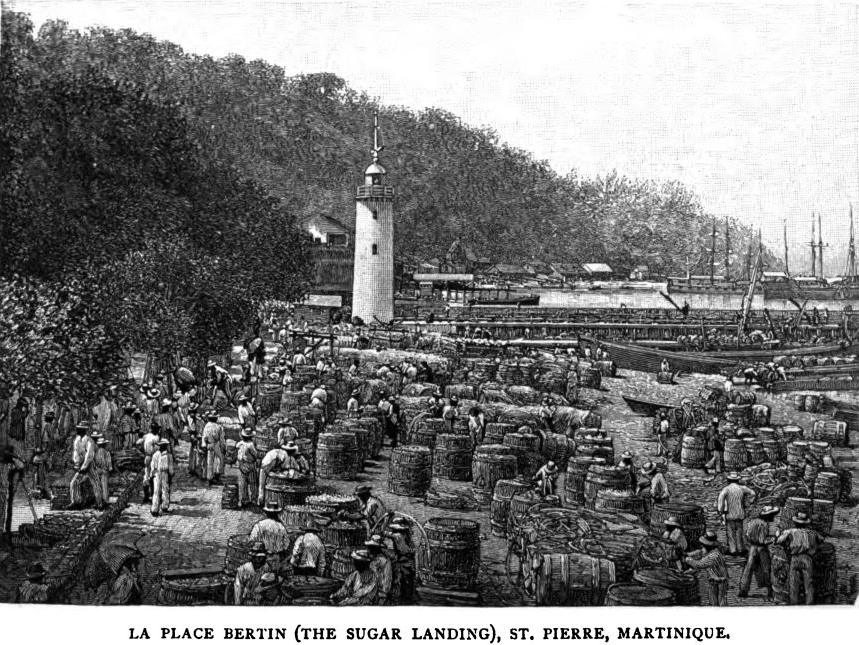
Tonneaux de rhum, mélasse et sucre entreposés sur la place Bertin.
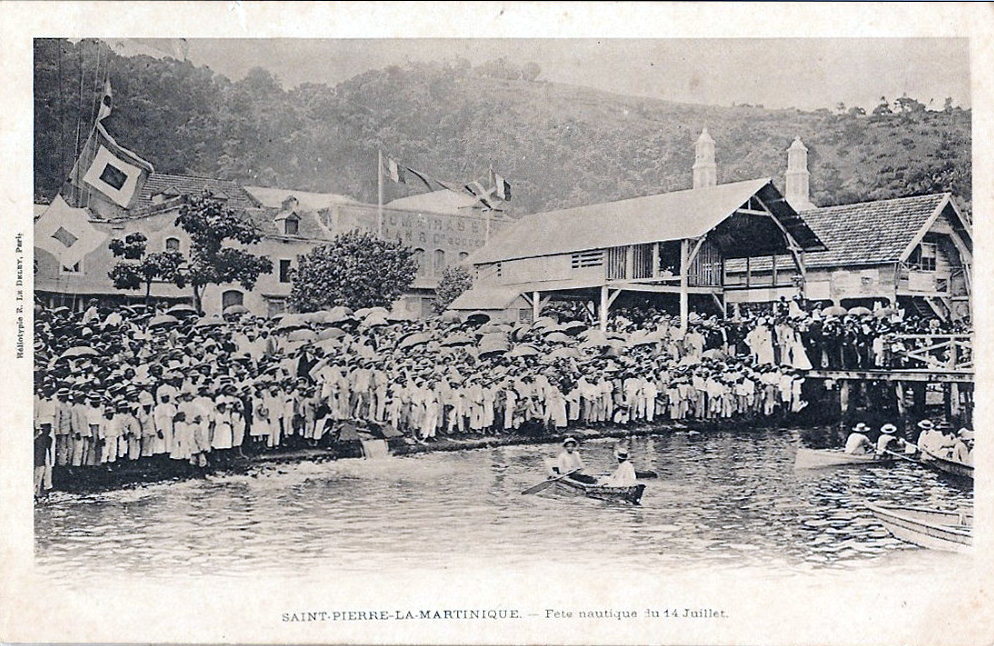
Fête nautique du 14 juillet sur la place Bertin .

La place est aussi un lieu de réjouissance pour les Pierrotins, comme lors de la fête nautique qui s'y déroule chaque année pour la fête nationale du 14 juillet.
La place est dévastée par la terrible éruption de la montagne Pelée du 8 mai de 1902 qui rase la ville, tuant plus de 28 000 personnes. Du phare-sémaphore, il ne reste alors plus que la base, le reste du bâtiment ayant été soufflé par l'éruption, tout comme la chambre de commerce qui ne résiste pas plus à l'éruption et dont l'activité émigre ensuite à Fort-de-France.

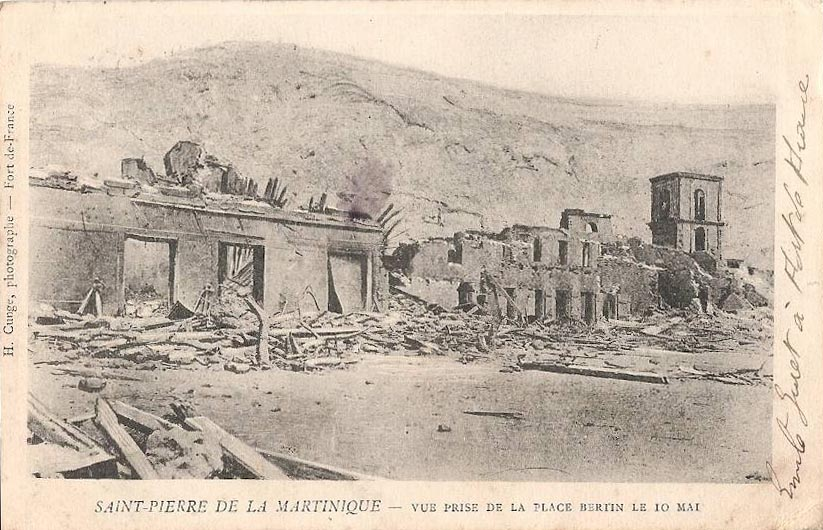
Vue de la place Bertin le 10 mai 1902.
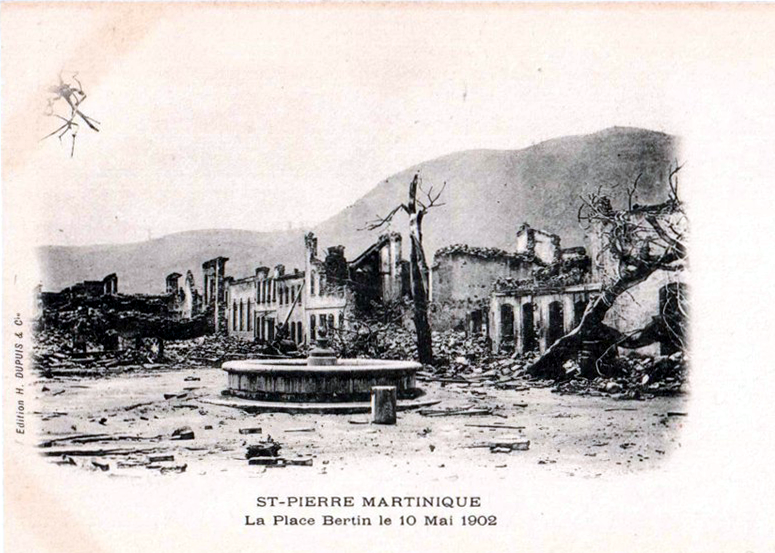
La place Bertin et les ruines de la fontaine Agnès le 10 mai 1902.
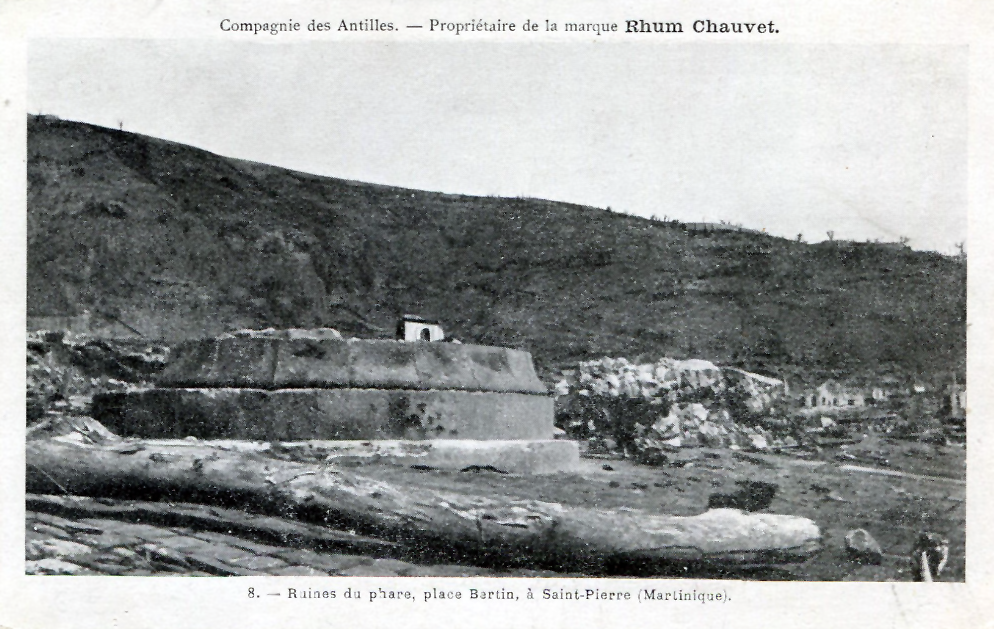
Les ruines du phare-sémaphore le 10 mai 1902.
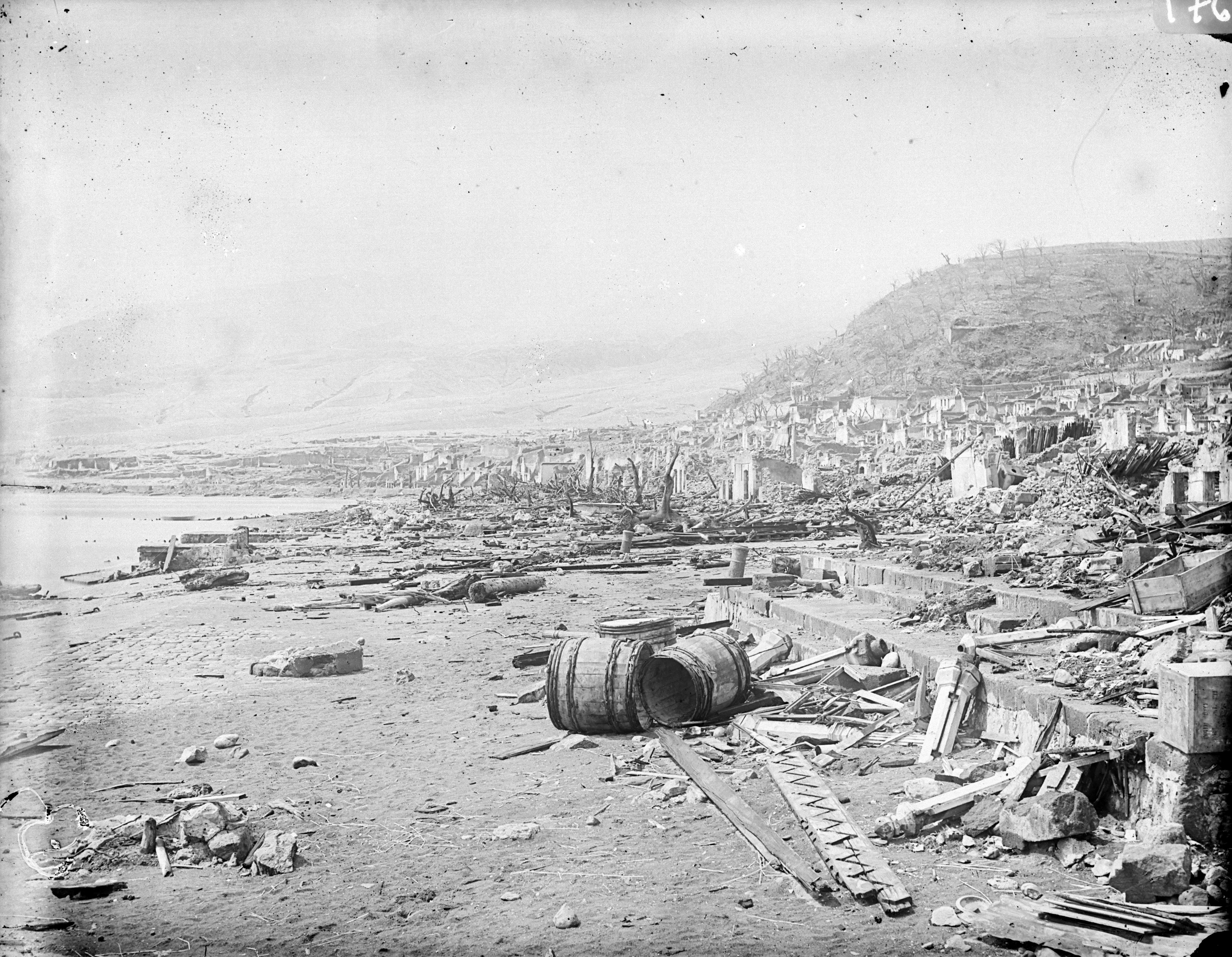
La chambre de commerce et la place Bertin dévastées le 10 mai 1902.

Le 18 février 1917, le gouverneur Guy inaugure la sculpture « Saint-Pierre renaissant de ses cendres » offerte à la ville par l'artiste Madeleine Jouvray, collaboratrice de l'atelier d'Auguste Rodin. La statue faite de roches volcaniques est installée près de l'embarcadère de la place Bertin, puis est finalement déplacée dans un coin de la terrasse supérieure des ruines du théâtre en 1928.
Alors que Saint-Pierre se repeuple et redevient une commune en 1923, la place Bertin est dégagée de ses ruines et son sol pavé retrouve la lumière du soleil. Des cahutes sont construites au centre de la place, entre le rivage et le bassin subsistant de la fontaine Agnès, afin d'abriter un petit marché pour les quelques habitants revenus vingt ans après la catastrophe. Il est remplacé en 1924 par la grande halle métallique du marché couvert dont l’édification scinde en deux l’ancienne place. L'embarcadère est reconstruit à la fin des années 1920 et permet à nouveau d'assurer les liaisons maritimes avec Fort-de-France.

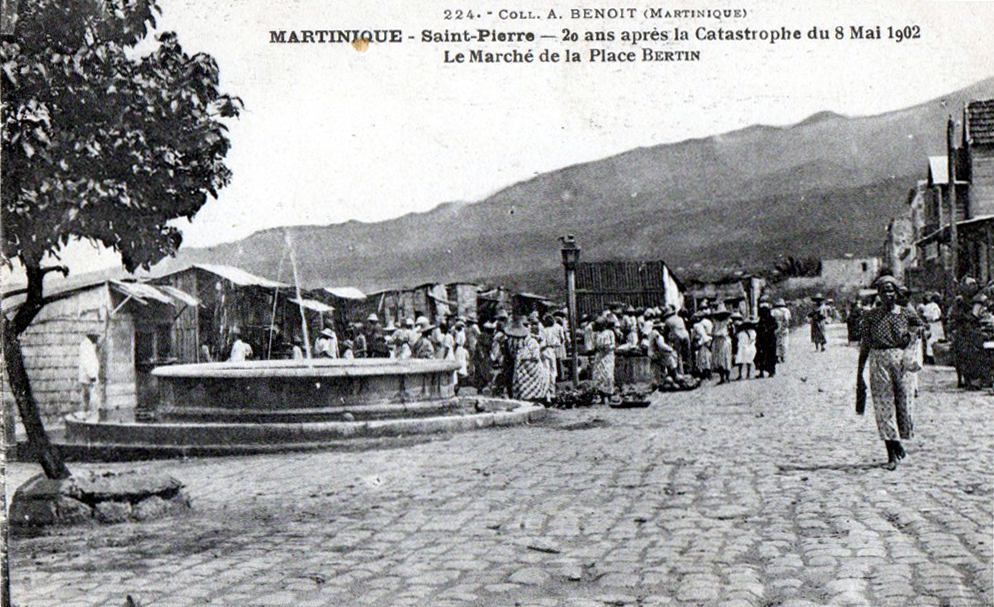
Le marché de la place Bertin en 1922.
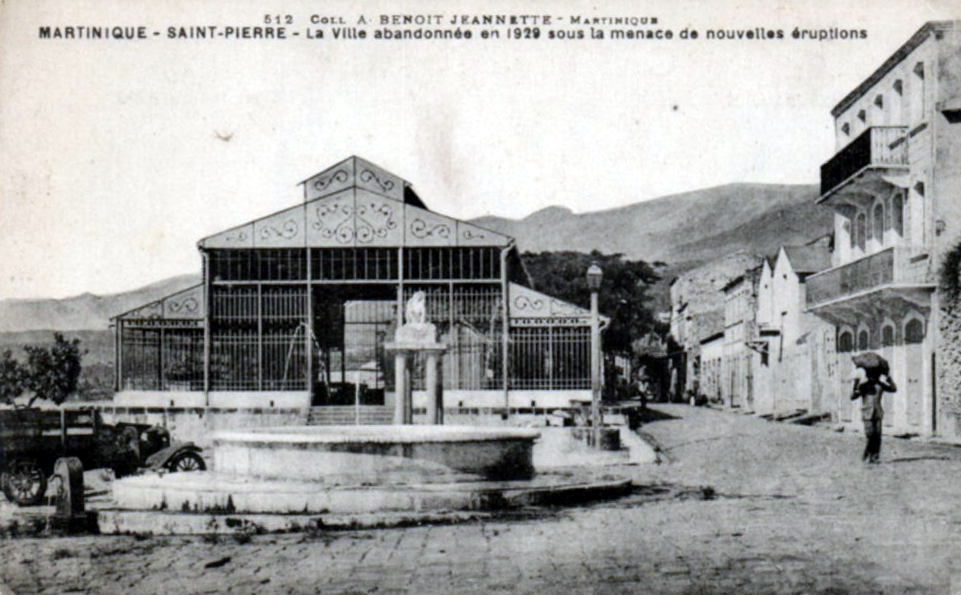
La halle du marché et la statue Saint-Pierre renaissant de ses cendres sur la place Bertin en 1929.
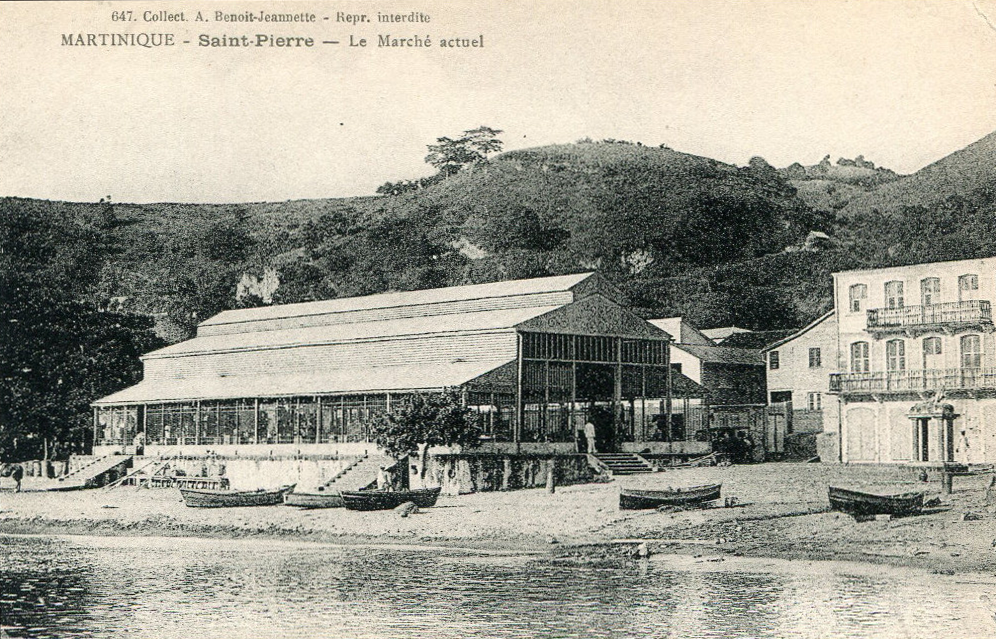
La grande halle en fonte du marché couvert de la place Bertin en 1929.
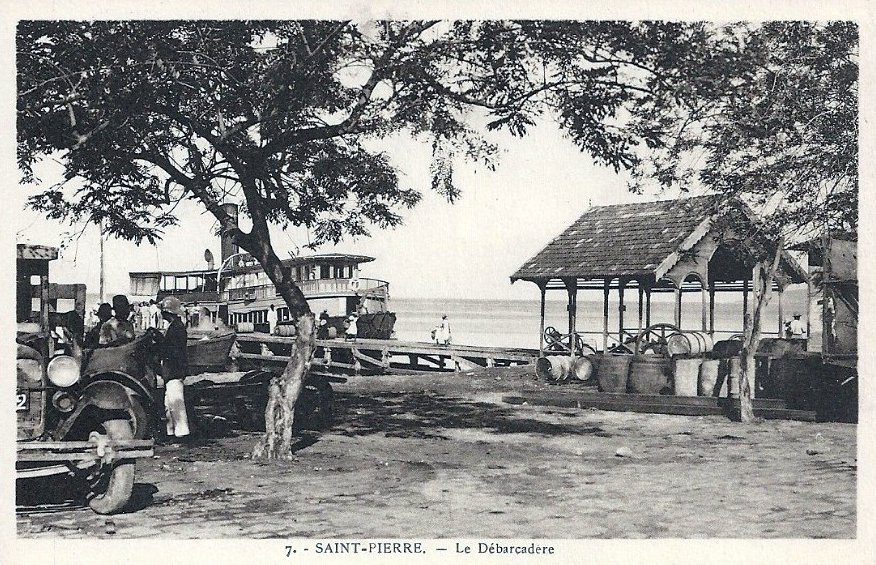
Le nouveau débarcadère de la place Bertin à la fin des années 1920.

En 1991, la municipalité et le conseil général restaurent entièrement l'embarcadère de la place Bertin, en lui conservant son style des années 1920. L'année suivante voit l'érection au sud de la place, sur son emplacement d'origine, de la Maison de la Bourse, réplique à l'identique de la chambre de commerce détruite par les éruptions de 1902. Enfin, en 1995, la place Bertin est entièrement redessinée par J. Nouel pour lui donner son aspect contemporain.
Au cœur de la vie pierrotine, la place Bertin est aujourd'hui la seule grande place publique de la ville dont elle accueille toutes les manifestations.

## Description

### Avant le 8 mai 1902
La place Bertin était entièrement pavée de pavés de Bordeaux, posés au rythme des arrivées des navires qui à l’aller en lestaient leurs fonds. En effet, le chargement en provenance des côtes de France n’était pas suffisant pour assurer la flottaison des bateaux en cas de mauvais temps. Ainsi les navires débarquaient à Saint-Pierre leur leste qui pourvoyait au développement urbain de la ville. Ensuite, les marchandises en partance pour l’Europe, entreposées sur la place Bertin, étaient embarquées à bord des longs courriers.
Le côté nord de la place était fermé par le bureau de la douane donnant sur la rue Bouillé. La place prenait ensuite, du côté de la rue Bouillé, l’aspect d’une longue promenade ombragée de tamariniers et d'acacias pourvue de bancs, et, du côté du rivage, celui d'un large quai pavé donnant sur la plage, duquel partaient plusieurs appontements de bois (ou wharf), à partir desquels une myriade de petites embarcations débarquaient les marchandises des navires de commerce mouillant en rade.

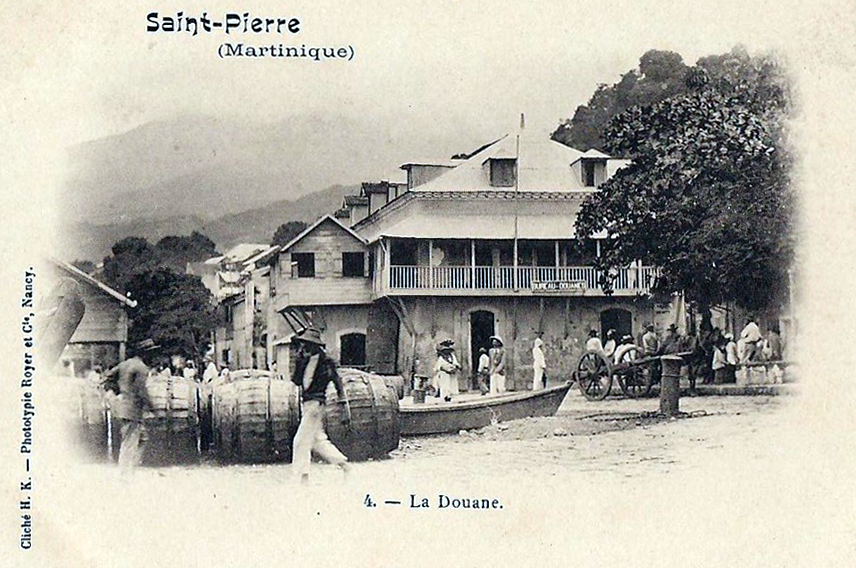
Le bureau de la douane de la place Bertin.
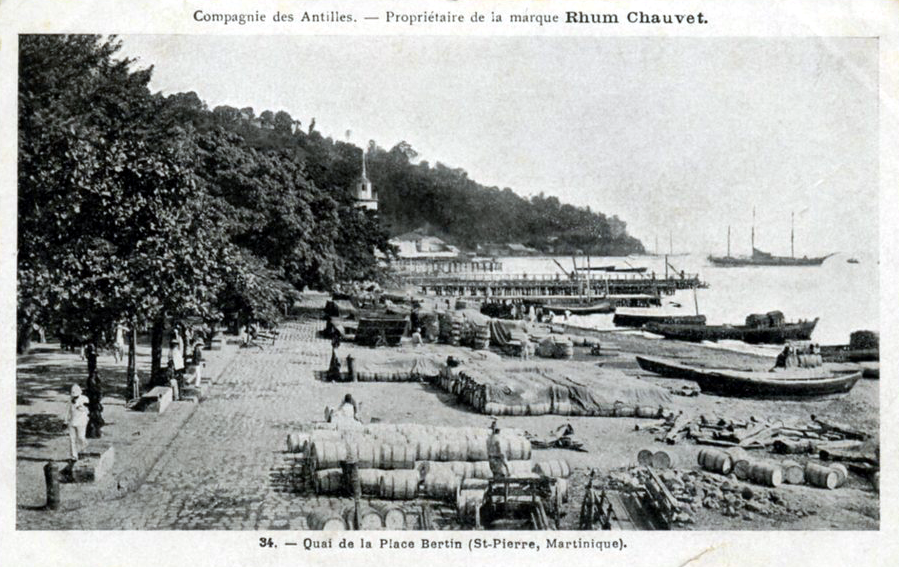
Promenade ombragée et quai pavé au nord de la place Bertin.
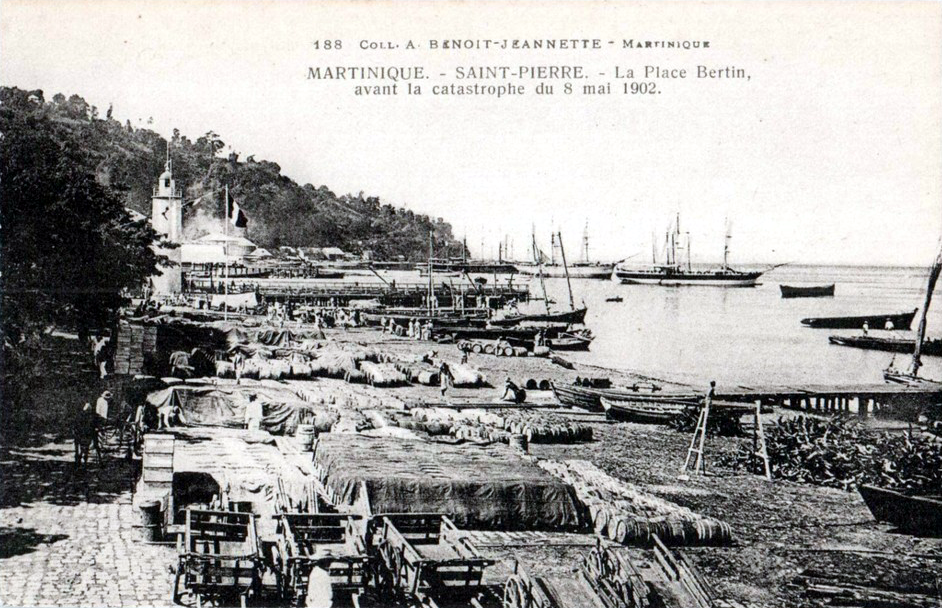
La place Bertin avec son quai couvert de marchandises, la plage et les appontements.

Au centre de la place, s’élevait face à la mer le phare-sémaphore installé sur une tour ronde cylindrique d’une dizaine de mètres de haut, qui était l’un des monuments les plus caractéristiques de la ville, et devant lequel débouchait le grand débarcadère du port. Un peu derrière lui, du côté de la rue Bouillé, le centre de la place s’ornait d'une jolie fontaine monumentale en fonte à jet continu, la fontaine Agnès.

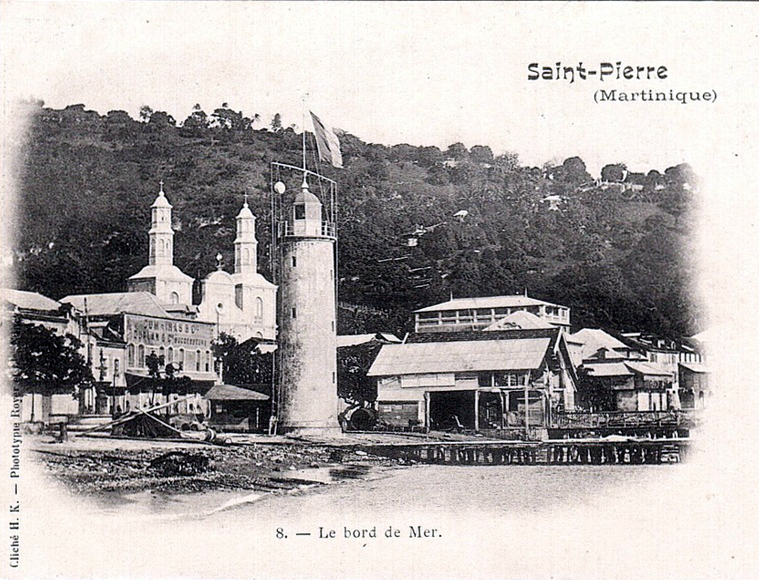
Le phare-sémaphore de la place Bertin au bord de la mer.
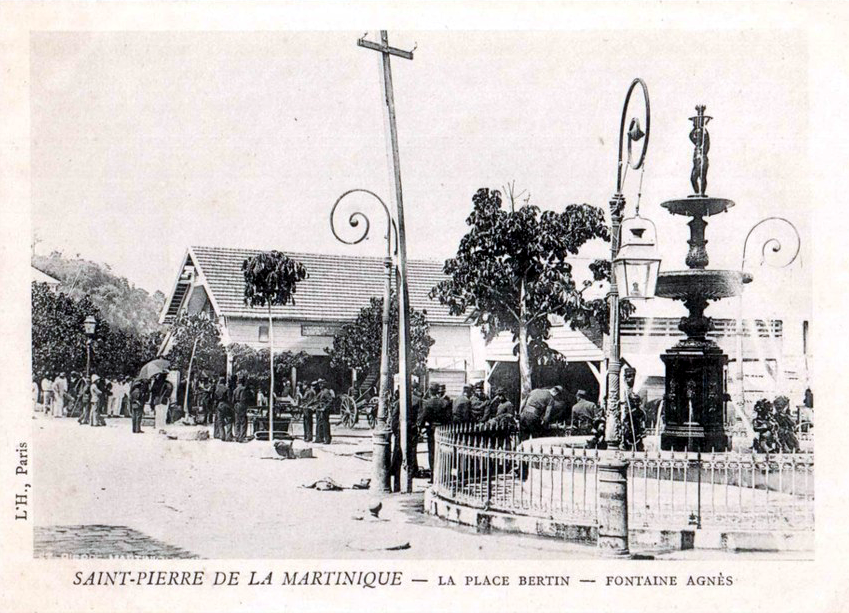
La fontaine Agnès et le hangar de la compagnie Girard sur la place Bertin.
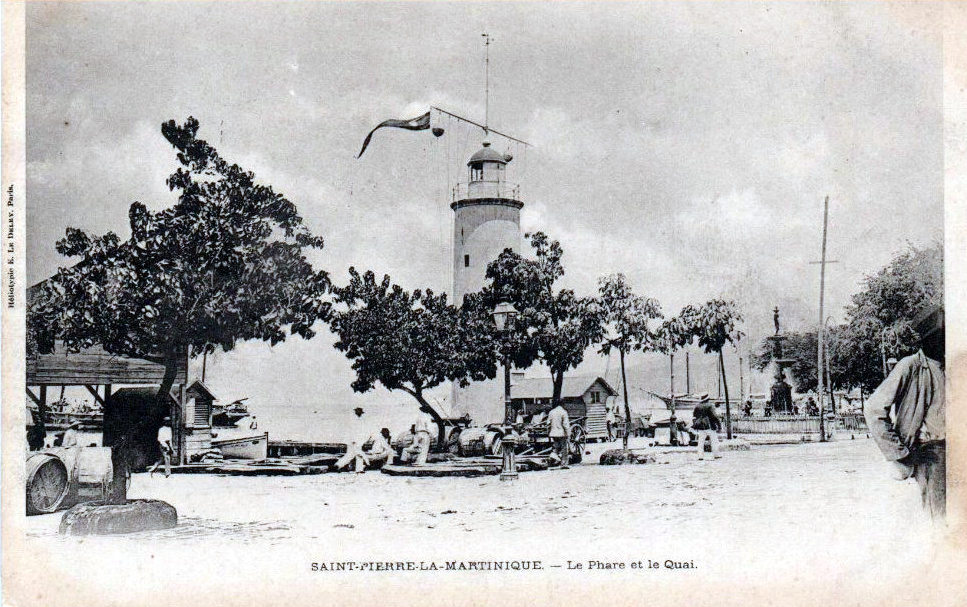
Le phare-sémaphore, le quai de la place Bertin et la fontaine Agnès.
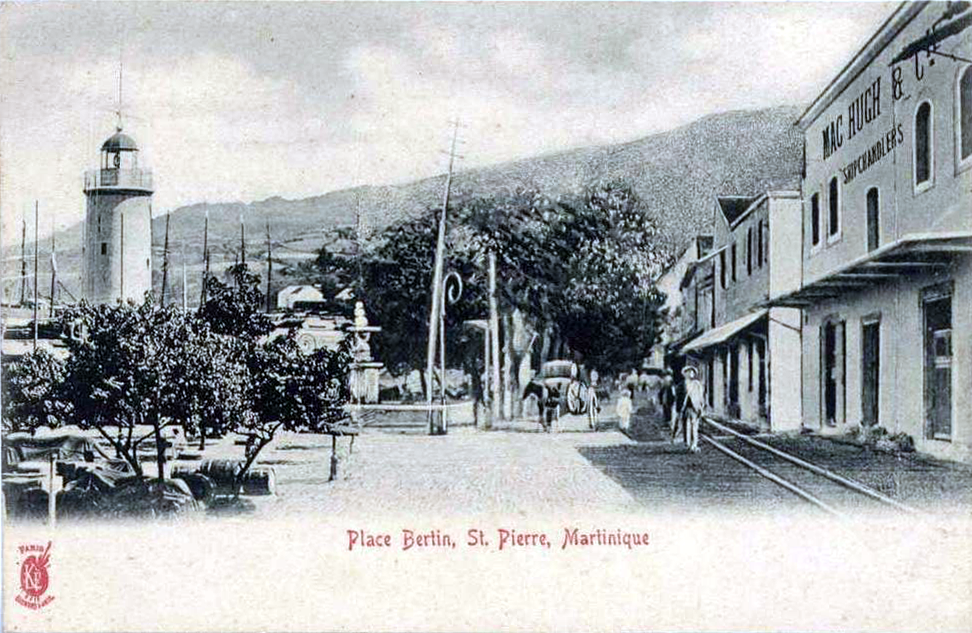
Le phare-sémaphore et la fontaine Agnès au centre de la place Bertin et la rue Bouillé.

Le sud de la place était occupé par le grand hangar en bois de la compagnie Girard et par la chambre de commerce de Saint-Pierre, une construction carrée en bois à un étage, pourvue d’une horloge à son fronton, qui fermait le côté sud de la place. Elle fut construite vers 1820 et abritait également le bureau du câble qui permettait de communiquer avec la France métropolitaine et les États-Unis d'Amérique.

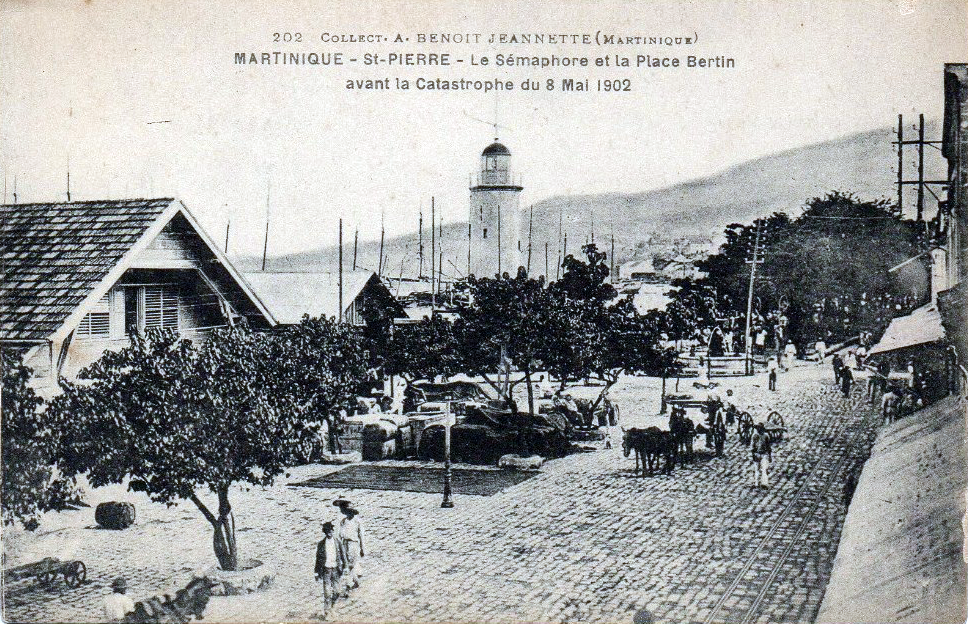
Le hangar de la compagnie Girard et le phare-sémaphore vus du sud de la place Bertin.
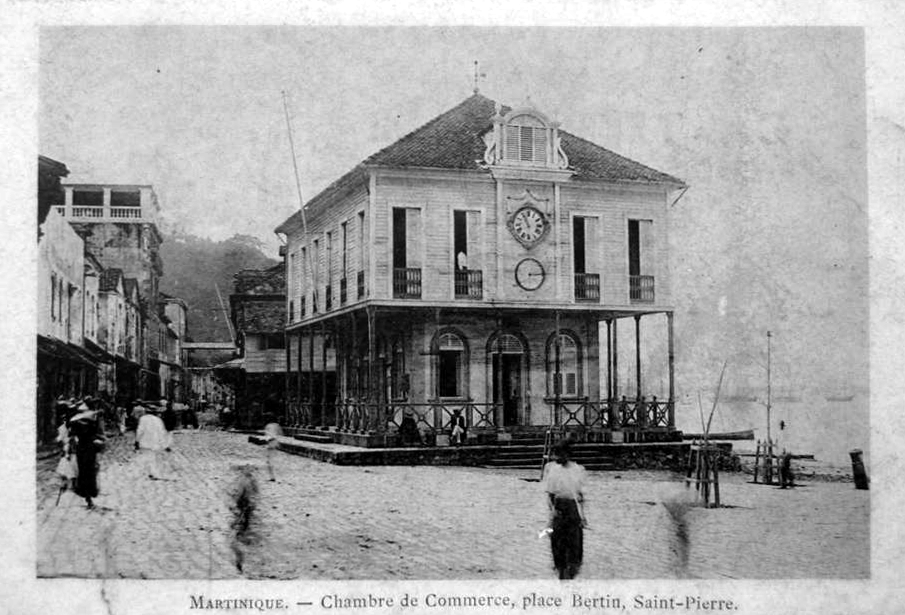
La chambre de commerce.

Un tramway hippomobile, traversant la ville du nord au sud, partait de la place Bertin jusqu'à l'usine Guérin, à l'embouchure de la rivière Blanche.

### Aujourd'hui
Le nord de la place Bertin est fermé par la grande halle métallique du marché couvert.
Reconstruit en 1991, le débarcadère débouche toujours sur la place Bertin et est aujourd'hui le point de départ d'une liaison inter-îles vers la Dominique et la Guadeloupe assurée par la compagnie maritime Jeans for Freedom, filiale de l'Express des îles.
La Maison de la Bourse, qui domine aujourd'hui le sud de la place Bertin, est la reconstruction à l’identique et sur ses fondations d’origine de la chambre de commerce détruite par les éruptions de 1902. Cette reconstruction, due à Gérard Jacqua, architecte des bâtiments de France, date de 1992 et a pour objectifs de restituer un bâtiment emblématique, véritable archétype de l’architecture créole et témoin du raffinement et de la prospérité de Saint-Pierre à la fin du XIXe siècle, d’offrir à la ville un lieu d’information touristique, d’exposition et de rencontres et de participer à la requalification de la place Bertin et à la dynamisation du centre-bourg. C’est aujourd'hui un espace municipal affecté au service patrimoine – Ville d’art et d’histoire.

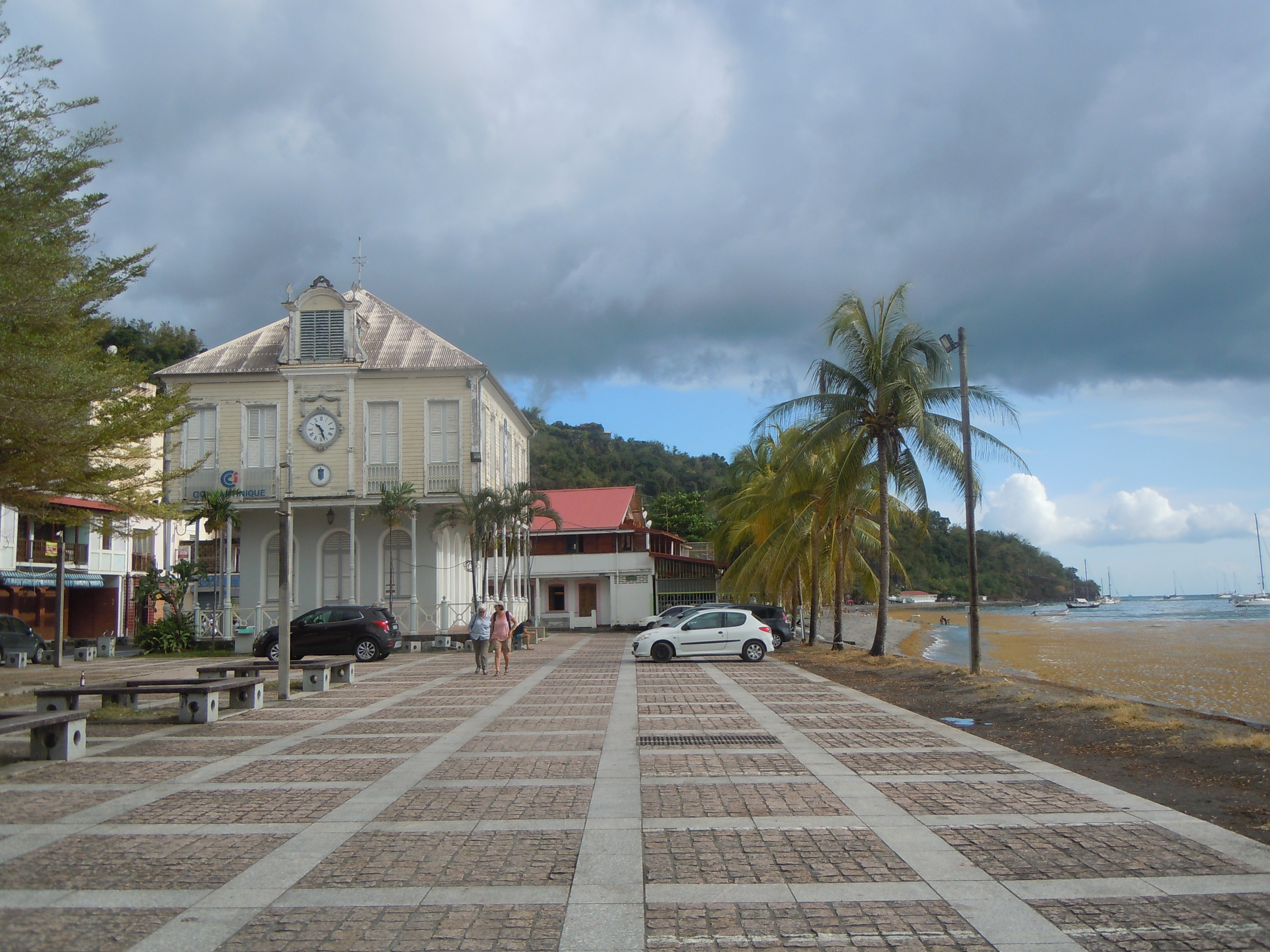
Place Bertin et la Maison de la Bourse
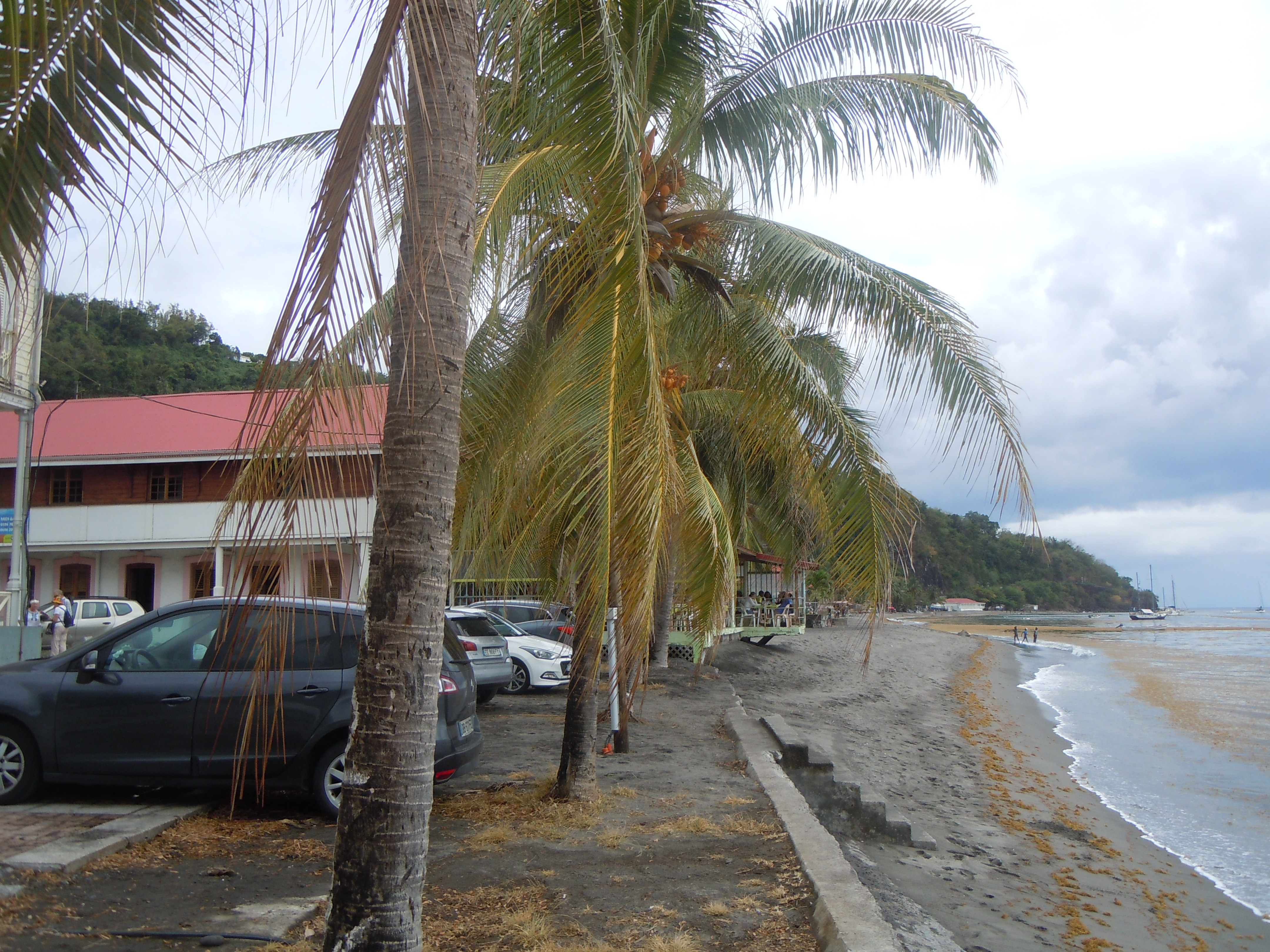
Vue de la plage au niveau de la place Bertin.